# 索拉 (巴塞罗那省)
索拉，是西班牙加泰罗尼亚巴塞罗那省的一个市镇。总面积32平方公里，总人口182人（2001年），人口密度6人/平方公里。